# Allmisried
Allmisried ist ein Weiler von Beuren, einem Ortsteil der Stadt Isny im Allgäu im Landkreis Ravensburg.

## Geografie
Der Weiler ist als Streusiedlung angelegt und liegt etwa einen Kilometer nordwestlich von Beuren. Er berührt den benachbarten Badsee im Norden und Osten. Im nördlich gelegenen Teil befindet sich ein Campingplatz.
Zu Allmisried gehören auch die Wohnplätze Netzers, Röthelenbach und Semang.